# Ганецкий, Иван Степанович
Иван Степанович Ганецкий (Ганецкий 1-й; 26 сентября (8 октября) 1810 — 8 (20) апреля 1887) — генерал русской императорской армии, участник Кавказских походов и русско-турецкой войны 1877—1878 годов, брат Николая Степановича Ганецкого. Дядя по матери писательницы и мемуаристки Елизаветы Николаевны Водовозовой (в девичестве Цевловской; мать Елизаветы, Александра Степановна Цевловская, урождённая Ганецкая, была младшей сестрой братьев Ганецких. В его доме в Петербурге мемуаристка жила некоторое время после окончания Смольного института в феврале 1862 года).

## Биография
Родился 26 сентября (8 октября) 1810 года. Отец его, Степан Иванович Ганецкий, дворянин Смоленской губернии, помещик Духовщинского уезда, служил в Лейб-гвардии Семёновском полку, а с 1802 года занимался сельским хозяйством и служил по выборам. Род Гонецких происходил из Польши; мать же была урождённая Эсмонт.
Получив воспитание в 1-м кадетском корпусе, Ганецкий 6 декабря 1828 года был выпущен на службу прапорщиком в Лейб-гвардии Финляндский полк; в 1831 году произведён в подпоручики, в 1833 — в поручики. В 1836 году принимал участие в военных действиях против горцев на Кубани и на Черноморской береговой линии, сначала под начальством генерал-лейтенанта Малиновского, а потом генерал-лейтенанта Вельяминова, и прошёл хорошую боевую школу; за отличие в делах был награждён 4 июня 1837 года орденом Св. Анны 3-й степени с мечами и бантом.
В 1838 году был назначен ротным командиром и произведён в штабс-капитаны, а в 1841 году — в капитаны. В 1847 году он исправлял должность младшего штаб-офицера в Лейб-гвардии Волынском полку, потом в Лейб-гвардии Измайловском полку и, наконец, в Лейб-гвардии Финляндском полку и в этом же году произведён в полковники; 27 сентября 1848 года был назначен командиром 2-го батальона Лейб-гвардии Финляндского полка. С 15 мая по 1 ноября 1849 года Ганецкий участвовал в походе гвардии к западным пределам империи, по случаю Венгерской кампании, и 29 июля был назначен командиром 1-го батальона Лейб-гвардии Финляндского полка. В 1852 году за 25 лет службы в офицерских чинах получил Орден Святого Георгия 4-й степени.
В 1854 году был назначен командиром 4-го запасного батальона Лейб-гвардии Финляндского резервного полка, формировавшегося тогда в Москве. По сформировании этого батальона Ганецкий перечислен в 5-й запасный батальон, и 30 августа того же года назначен командующим Лейб-гвардии Финляндским резервным полком. В 1854 и 1855 годах находился в Санкт-Петербургской и Выборгской губерниях, в числе войск, охранявших морское побережье от вторжения неприятеля; 30 августа 1855 года произведён в генерал-майоры, с назначением командиром 4-й гвардейской пехотной бригады и Лейб-гвардии Финляндского резервного полка.
В его доме в Санкт-Петербурге в феврале-марте 1862 года жила его племянница, дочь младшей сестры, Елизавета Николаевна Водовозова — жизнь, быт и семья генерала описаны в её воспоминаниях (Мемуары «На заре жизни», главы 14 и 16). Сама мемуаристка придерживалась характерных прогрессивных взглядов 1860-х, государственно-монархические позиции дядюшки ей были не близки, но даже она отмечает, что он «неутомимо заботился о благосостоянии солдат», «служил верою, правдою и своею кровью всем трём монархам, в царствование которых он жил. Без колебаний и страха он всегда готов был отдать свою жизнь за каждого из них, и ни в больших, ни в малых чинах никогда не прибегал к лести перед сильными мира: своим быстрым повышением по службе он был обязан исключительно своей необыкновенной храбрости и безукоризненному исполнению своих обязанностей».
Об этом в ее мемуарах есть характерный эпизод:
«Когда после усмирения польского восстания 1863 года, во время которого генерал Гонецкий отличился, он явился во дворец по поводу назначения ему значительной награды, у императора Александра II находился в эту минуту его брат, великий князь Константин Николаевич.
В известном кругу русского общества существовал в это время убеждение, что польский мятеж вспыхнул вследствие того, что русские власти мирволили полякам и что тон этой опасной для России миролюбивой политике давал не кто иной, как наместник Царства Польского великий князь Константин Николаевич. … Когда же в известной части общества стали осуждать великого князя Константина Николаевича за то, что он мирволил полякам, верноподданническое сердце Ивана Степановича вскипело негодованием.
Великий князь Константин Николаевич не мог, конечно, ожидать проявления враждебных чувств к себе от такого человека, как генерал Гонецкий, который прославился своею неподкупною, беспредельною преданностью царю и его семейству; проходя через приемную и заметив в ней генерала, он сказал радушно: „А, Гонецкий“ и протянул ему руку. Вместо того чтобы пожать протянутую руку, Иван Степанович заложил свои руки за спину со словами: „Врагу моего государя и отечества руки подать не могу!“ Пораженный этими словами, великий князь бросился в кабинет своего брата, с которым и вышел в приемную через несколько минут. Взбешенный государь закричал Ивану Степановичу, что еще не было примера такой неслыханной дерзости, нанесенной в его собственном доме самому близкому члену его семьи.»
С 9 июня 1856 г. по 7 июня 1863 г. состоял командиром Лейб-гвардии Финляндского действующего полка и с вверенным ему полком принимал участие в усмирении Польского мятежа, в 1856 г. награждён орденом Св. Станислава 1-й степени, в 1858 г. — Св. Анны 1-й степени. Входя в состав войск Виленского военного округа, он находился с 1 февраля по 7 августа 1863 г. в Виленской губернии, а с 22 августа до окончательного усмирения мятежа (29 октября) — в Гродненской губернии, где продолжал командовать войсками до 15 ноября 1865 года (временно был присоединён к этой губернии и Ломжинский уезд). За Польскую кампанию получил ордена Св. Владимира 2-й степени с мечами (1863) и Белого орла (1864). Свои военные способности он выказал, нанеся решительное поражение в Ковенской губернии, при Мейдеке (26 и 27 апреля), соединённым скопищам Сераковского и Колышки, а также в делах при Гавшиках, Гудишках и Шнуришках. Борьба с поляками была тем труднее, что повстанцами велась партизанская война, в местности, богатой густыми лесами и болотами. 7 июня того же года Ганецкий назначен командующим 16-й пехотной дивизией, а 19 августа ему был пожалован мундир Финляндского полка; 30 августа 1863 года И. С. Ганецкий был произведён в генерал-лейтенанты и назначен начальником 3-й пехотной дивизии; за 13 лет он довёл её до блестящего состояния. В 1871 году был пожалован орденом Св. Александра Невского, а в 1874 году — алмазными знаками к этому ордену; 4 апреля 1876 года был назначен членом Александровского комитета о раненых и 19 февраля 1877 — командиром Гренадерского корпуса.
Во главе Гренадерского корпуса он участвовал в русско-турецкой войне и приобрёл почётную известность. В военных успехах Ганецкого немалое значение имело его уменье говорить с солдатом, проникать к нему в душу и его воодушевлять. В сентябре 1877 г. он со своим корпусом вошёл в состав действующей Дунайской армии, и 2 ноября весь его корпус был сосредоточен под Плевною у Дольнего Дубняка и Горного Нетрополя; на Ганецкого было возложено командование всеми войсками 6-го участка обложения Плевны на левом берегу реки Вида. В битве он не щадил себя и нередко находился под неприятельскими выстрелами; 26 ноября он был контужен, но не опасно. 28 ноября Ганецкий выдержал первый отчаянный натиск плевненского гарнизона и, перейдя в наступление, принудил Осман-пашу к сдаче. За этот блестящий подвиг он 29 ноября 1877 г. награждён орденом св. Георгия 3-й степени, возложенным на него собственноручно главнокомандующим Великим Князем Николаем Николаевичем Старшим:
В награду мужества, храбрости и распорядительности, оказанных при взятии Плевны и пленении армии Османа-Паши, 28 Ноября 1877 года.
После взятия Плевны Ганецкий оставался в действующей армии и совершил с ней переходы через Габрово, Шипкинский перевал, Казанлык и так далее до побережья Мраморного моря и Архипелага. Здесь 16 апреля 1878 г. он был произведён в генералы от инфантерии. По окончании войны Ганецкий назначен членом Военного Совета, а 28 ноября 1878 г., в первую годовщину Плевны, пожалован в генерал-адъютанты. 23 ноября 1880 г.зачислен в списки Астраханского гренадерского полка; 21 мая 1881 г. назначен комендантом Петропавловской крепости, в 1883 г. награждён орденом св. Владимира 1-й степени.
Умер 8 (20) апреля 1887 года после непродолжительной болезни. Погребён в Санкт-Петербурге, в Новодевичьем монастыре, рядом с могилой жены; могила утрачена.
Его брат Николай Степанович Ганецкий также был известным боевым генералом.

## Награды
Российские:  
- Орден Святого Георгия 3-й степени (1877)
- Орден Святого Георгия 4-й степени (1852)
- Орден Святого Владимира 1-й степени (1883)
- Орден Святого Владимира 2-й степени с мечами (1863)
- Орден Святого Владимира 3-й степени (1853)
- Орден Святого Владимира 4-й степени (12.3.1840)
- Орден Святого Александра Невского (1871)
- Алмазные знаки к ордену Святого Александра Невского (1874)
- Орден Белого Орла (1864)
- Орден Святой Анны 1-й степени с мечами (1858)
- Императорская корона к ордену Святой Анны 1-й степени (1860)
- Орден Святой Анны 2-й степени (06.12.1846)
- Императорская корона к ордену Святой Анны 2-й степени (06.12.1849)
- Орден Святой Анны 3-й степени с бантом (1837)
- Орден Святого Станислава 1-й степени (1856)
- Орден Святого Станислава 2-й степени (1844)
- Знак отличия беспорочной службы за XXV лет (1855)
- Знак отличия беспорочной службы за XX лет (1851)
- Медаль «В память войны 1853—1856»
- Медаль «За усмирение польского мятежа»
- Крест «За службу на Кавказе» (1864)
- Медаль «В память русско-турецкой войны 1877—1878»
- Табакерка с портретом императора Александра II (1868)

Иностранные:
- Мекленбург-Шверинский орден Вендской короны, большой крест
- Румынский орден Звезды, большой крест
- Сербский орден Таковского креста, большой крест
- Черногорский орден Князя Даниила I, большой крест
- Черногорская медаль «За храбрость»

## Киновоплощения
- Анатолий Кузнецов (Турецкий гамбит, 2005)